# Боа де Сене
Боа де Сене (фр. Bois-de-Céné) насеље је и општина у западној Француској у региону Лоара, у департману Вандеја која припада префектури Сабл д'Олон.
По подацима из 2011. године у општини је живело 1.737 становника, а густина насељености је износила 41,47 становника/km². Општина се простире на површини од 41,89 km². Налази се на средњој надморској висини од 22 метара (максималној 42 m, а минималној 0 m).

## Демографија
| 1962. | 1968. | 1975. | 1982. | 1990. | 1999. | 2011. |
| ----- | ----- | ----- | ----- | ----- | ----- | ----- |
| 1.225 | 1.301 | 1.214 | 1.251 | 1.232 | 1.263 | 1.737 |